# Henry Alexander Baldwin

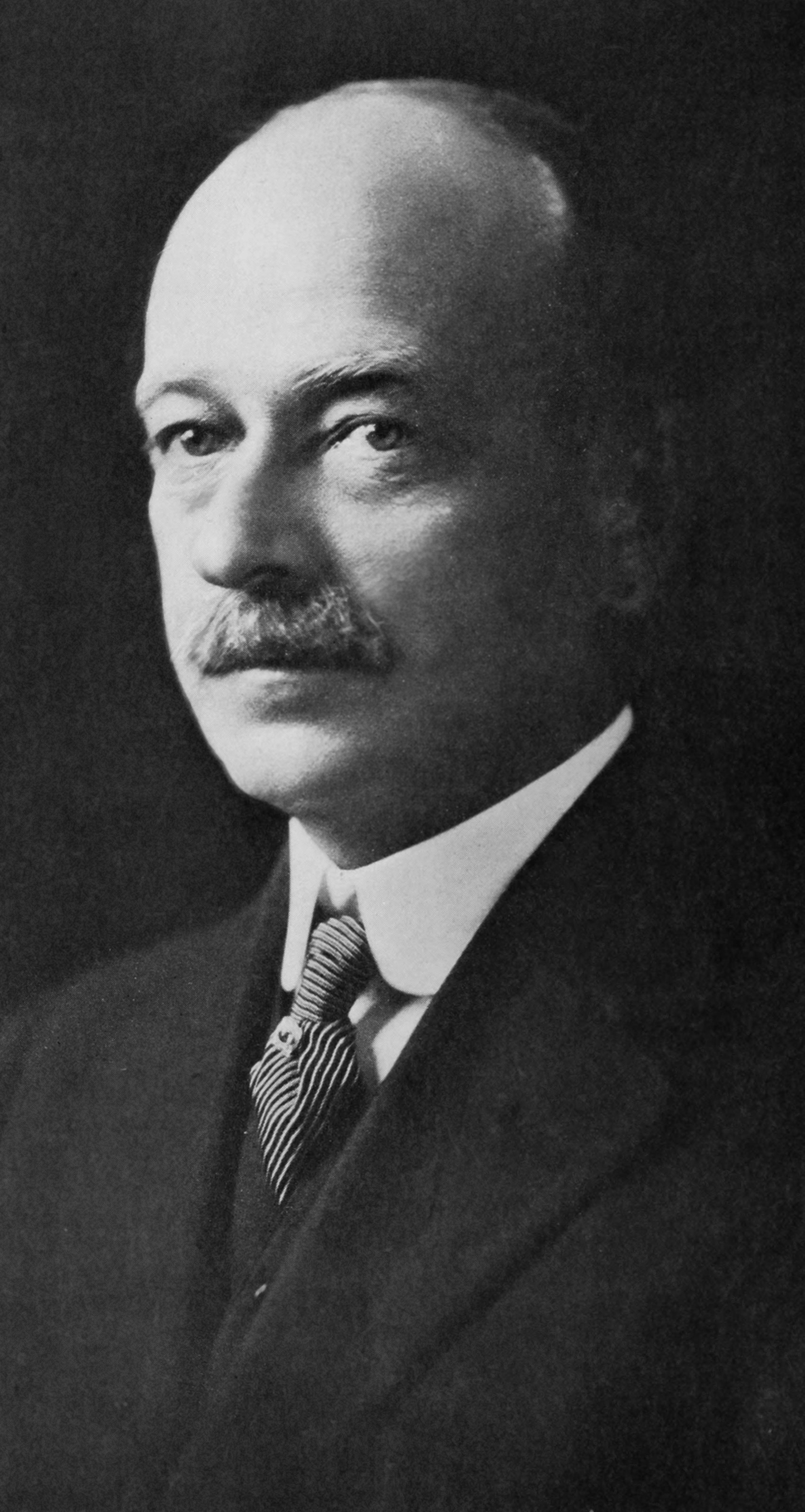
Henry Alexander Baldwin

Henry Alexander Baldwin (* 12. Januar 1871 auf Maui, Hawaiʻi; † 8. Oktober 1946 ebenda) war ein US-amerikanischer Politiker. Zwischen 1922 und 1923 vertrat er das Hawaii-Territorium als Delegierter im US-Repräsentantenhaus.

## Frühe Jahre
Henry Baldwin besuchte zunächst die öffentlichen Schulen im damaligen Königreich Hawaiʻi, danach die Phillips Academy in Andover (Massachusetts) und dann bis 1894 das Massachusetts Institute of Technology (MIT). In der Folge betrieb er auf Hawaiʻi, das seit 1898 ein Territorium der Vereinigten Staaten war, eine Zuckerplantage.

## Politische Laufbahn
Baldwin wurde Mitglied der Republikanischen Partei. Zwischen 1913 und 1921 saß er im Senat des Territoriums. Von 1915 bis 1917 war er auch Oberst in der Nationalgarde von Hawaii. Nach dem Tod des Kongressdelegierten Jonah Kūhiō Kalanianaʻole wurde Baldwin zu dessen Nachfolger als Delegierter im US-Repräsentantenhaus in Washington gewählt. Dort vertrat er zwischen dem 22. März 1922 und dem 3. März 1923 das Hawaii-Territorium. Eine Wiederwahl lehnte er ab.
Nach seiner Rückkehr nach Hawaiʻi nahm Baldwin seine privaten Geschäfte wieder auf, zu denen nun auch das Bankgeschäft gehörte. Er blieb aber auch der Politik treu. Im Jahr 1933 wurde er in das territoriale Repräsentantenhaus gewählt und von 1934 bis 1937 war er Mitglied im Senat des Territoriums, dessen Präsident er 1937 war. Danach zog sich Baldwin aus der Politik zurück.